# オンラインDVDレンタル
オンラインDVDレンタル（オンラインディーブイディーレンタル）は、インターネットを使ってDVDをレンタルできる宅配サービスである。

## 概要
1998年、アメリカのネットフリックスによってサービスが開始された。同国では、ネットフリックスとレンタルビデオ大手のブロックバスターが2強を形成し、イギリスではAmazon.comがサービスを行っている。
日本では2002年頃からサービスが開始された。CDレンタルは2003年にGEOLANDが開始したが、2006年になって他社も追随した。
基本的なサービス形態はネットフリックス社のものがベースとなっており、パソコンや携帯電話を使用してWeb上から申し込みをすると、指定した宛先にDVD（CD）が配送されるシステムとなっているが、概ねレンタル希望リスト（会社によって、ウィッシュリスト、レンタル候補リスト、マイリストなど名称が違う）に借りたい作品を数十タイトル登録しておき、レンタル可能な作品のうち、リスト上位にある作品が配送されるのが一般的である（自動発送を設定している場合。それを設定していない場合は手動で発送の設定をすることも事業者によっては可能）が、在庫状況などによっては、リスト下位にある作品が先に配送される場合もある。返却は郵便ポストに投函することになる。事業者によっては、利用者が絶対に譲れない、確実に借りたいという作品に対して予約（リリース後はもちろん、リリース前の早期予約も可能な場合もある）を入れることも可能になっている（この場合、予約作品がある場合にはレンタル希望リストにレンタル可能な作品を登録しておき、その優先順位が上位で、かつ在庫のある作品を1枚自動選択して予約作品と同時に発送する場合が多く、一般に定額料金コースを契約している場合に限り利用可能で、そのコースの種類にもよるが、予約可能枚数は1枚もしくは2枚までの場合が多い）。さらに定額料金コースを契約している、いないに拘わらずスポットレンタル（単品、あるいは複数枚で在庫があれば随時レンタル利用が可能なもので、この場合は定額料金の適用はされず、レンタル料金と送料を別口で支払う必要があり、通常のレンタル店と同様、約1週間余りの期限がある場合が多く、延滞金が生じる場合もある）の利用が可能な事業者もある（いずれも業者によっては若干、対応に相違がある場合もあり）。
定額料金の借り放題コースの場合、返却された商品が業者に到着した時点で次の作品が配送されるシステム（自動発送を設定している場合はそうであるが、事業者によっては自動発送の設定は利用者が選択可能になっている場合もあり、その場合はこの限りではない）となっているので、通常のレンタルショップのような返却期限もなく延滞料金が発生しない。往復配送料も基本料金に含まれており別途課金されない。ただし借り放題とは何回でも借りられるという意味であって、1回の配送で送付される枚数に制限があるため、無制限に何枚でも借りられるということではない。さらに店舗に比べて取り扱い中のタイトルも豊富であり、店舗側の都合で頭から作品を入荷しない、あるいは制作元・配給元の関係でその推薦と承認が得られている店舗にだけ作品を流せる（一部の作品でこのケースが多い）ため、それ以外の店舗に対しては店舗側の要請でも作品の出荷が拒否され入荷が不可能である、予算等の関係でレンタル店舗チェーンの本部側が作品を流す店舗を限定しているなどの理由から、通常のレンタルショップでは店舗によっては配置されず取り扱われない作品が案外多く、発売時から年月の経った一部の作品も新作の作品を置くスペースの関係上店頭から撤去されることも案外多いなど、こうした事情のために利用を諦めていたタイトルもほぼ確実に利用可能になるなど、店頭レンタルにはない優位性も大きい。そもそも、地方の過疎地域などでは大手レンタルDVDチェーンが進出していないどころか、零細レンタルDVDショップですらない場合もあり、それらの店舗があったとしても取り扱っている商品のバリエーションは都会のそれと比べて明らかに劣る場合が多い。
これらのメリットが支持され、日本でも利用者は増加しており、最大手のTSUTAYA DISCASは、会員数100万人（2010年9月現在）に上る。
しかし、配送と返却を合わせてに数日かかること、返却期限や延滞料金がない故に返却される日数が一定しない場合も多く（利用者によっては1か月以上の長期的な利用も少なくない）、レンタル希望の多い人気作品などはレンタルできるまで数か月から1年前後もかかる場合がある（注文サイト上の各タイトルにおける借りやすさのレベル点灯が最高5とすれば、1とか2などのレベルではこのような事態も多い）等、店頭レンタルとは違ったデメリットも存在する。レンタル料金の決済はクレジットカードに限定している場合が多く、利用資格も18歳以上の人に限られている業者が多い（18歳未満の利用希望者である場合、その利用は親権者もしくは成年者の代行にて利用するか、保護者の同意が必要になる）。
各事業者ともスポット（単品）レンタルのみの利用可能な無料会員と、毎月定額にて毎月レンタル可能な枚数（一般に4枚、8枚、16枚というようにコースが決まっている場合が多く、借り放題のコースも事業者によっては選択可能）が決められている月額会員の2つのコースが設けられている場合が多く、月額会員でもスポットレンタルの併用も多くの場合、可能になっている。月額コースの場合、事業者によっては一定料金を追加してその月にレンタル可能な枚数を増やすことも可能な場合もある。

## 日本のオンラインレンタル事業者
- TSUTAYA DISCAS - カルチュア・コンビニエンス・クラブの完全子会社である 株式会社TSUTAYAが運営
- ぽすれん - ゲオホールディングスの子会社である株式会社ゲオネットワークスが運営
- DMM.com - DMM.comが運営

### サービス終了
- ムーブプラスDVDレンタル - 株式会社デイトリッパーが運営
  - @nifty DVDレンタル・BIGLOBE DVDレンタル・OCN DVDレンタル・So-net DVDレンタルも運営していた
- 楽天レンタル - 当初は楽天、後期はぽすれんが運営
- Yahoo!DVDレンタル - ぽすれんが運営

## 利用規約に関して
登録時（初回）に表示され同意の決定を行なう場合に必ず表示（もしくはリンク付）される画面に情報として記載している内容が「違約金」である。
金額は各社異なるが、DVD/Blu-rayの場合を5000円/枚（ぽすれんの場合：第19条 2017年2月現在）としている。
支払い義務は各社規約による。